# 그리폴즈
그리폴즈(Grifols, S.A., 카탈로니아어: [ˈɡɾifuls])는 스페인의 다국적 제약 및 화학 물질 제조업체이다. 주로 혈장 기반 제품을 생산하는 이 회사는 이 분야에서 유럽의 선두주자이자 전 세계 최대 규모를 자랑하며, 임상 시험 실험실을 위한 장치, 도구 및 시약도 공급한다.

## 주요 제품

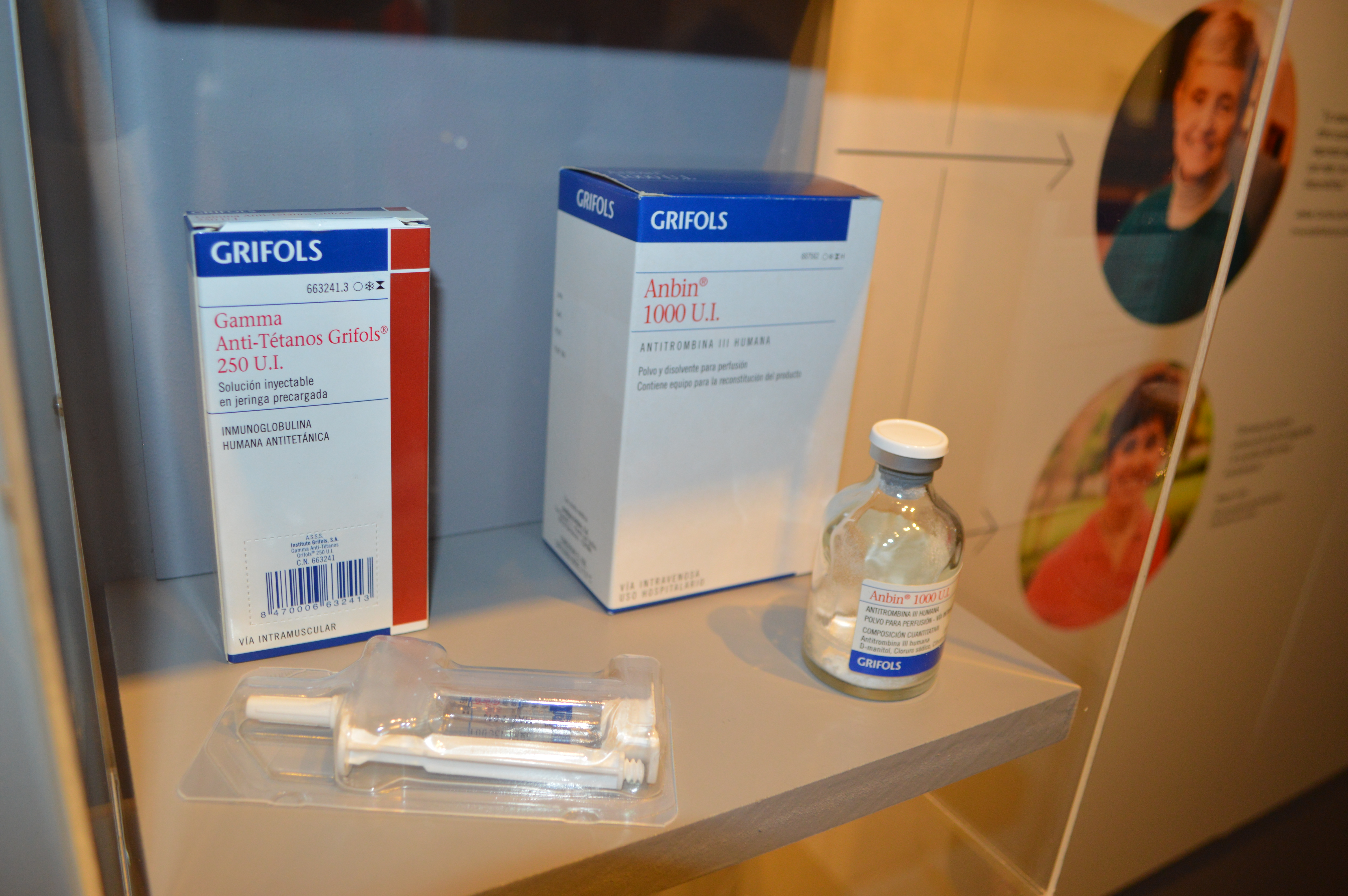
파상풍 방지용 인간항체. 그리폴즈 생산.

그리폴즈는 IVIG, 알부민, 팩터 VIII 및 기타 혈장 유래 제품을 공급하는 세계 주요 공급업체이다.